# Almazara

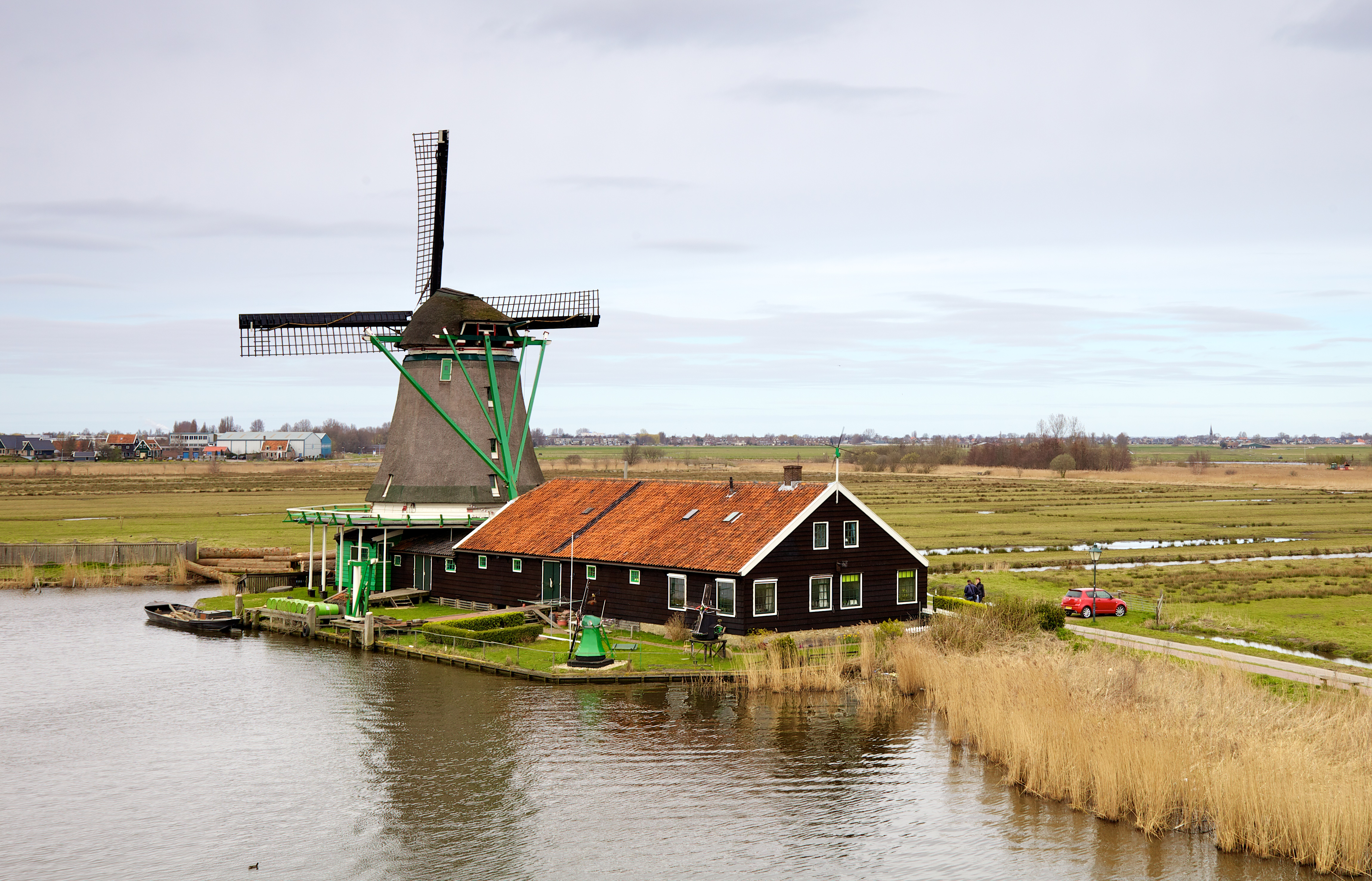
De Zoeker, un trujal en Zaanse Schans en los Países Bajos

Almazara (del árabe المعصرة, al-maʿṣara, «la prensa») o trujal
es un molino diseñado para triturar semillas oleaginosas, como la linaza o el maní, u otro material vegetal rico en óleo, grasas o aceites, como las aceitunas, que luego se pueden prensar para extraerlos y usarlos como alimento, para cocinar y para otros usos como materias primas oleoquímicas, como lubricantes o como biocombustibles. El orujo o torta de prensa, el material sólido restante, también se puede utilizar como alimento o fertilizante, entre otros usos

## Etimología
La palabra almazara (lagar, molino de aceite), antes almaçara, viene del árabe hispano المعصرة (al-ma'sara = el lugar donde se exprime la aceituna para obtener aceite) y este del árabe clásico معصرة (ma'sarah = exprimidera). Este deriva del verbo عصر ('sarah = exprimir, apretar).
La palabra patrimonial trujal deriva del latín torculāre, estrujar.

## Historia

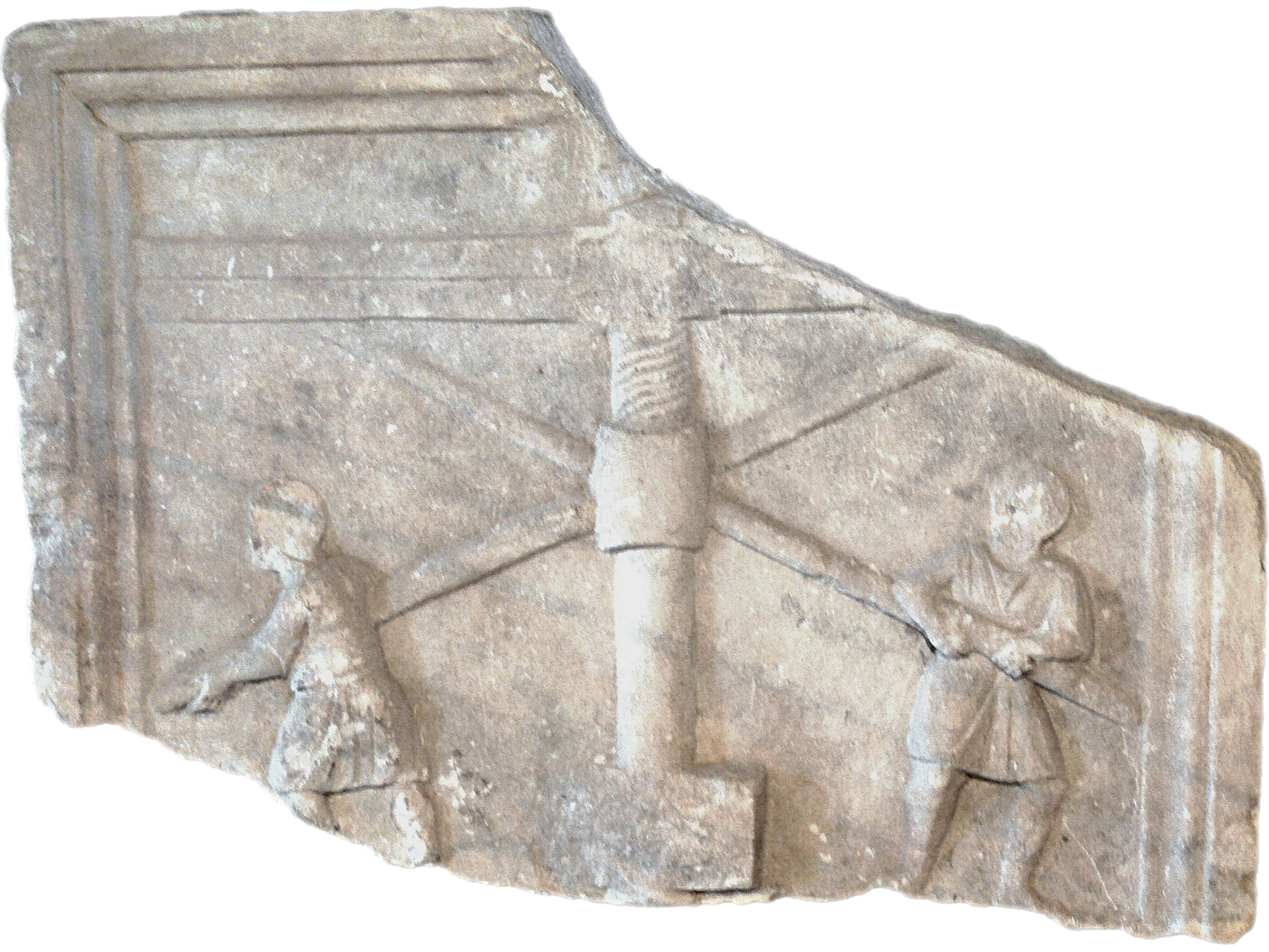
Bajorrelieve del que representa un trujal de tornillo. Museo archeologico nazionale di Aquileia.

Los materiales vegetales ricos en sustancias oleaginosas han sido procesados mecánicamente para extraer los valiosos óleos o aceites durante miles de años, generalmente utilizando piedras de molino verticales que se mueven alrededor de un poste central (piedras de borde o kollergangs) para triturar o magullar las semillas o frutos que luego pueden ser estampados o prensados para extraer el óleo. Posteriormente se utilizaría una cinta rodante, un molino de viento o un molino de agua o batán para impulsar la maquinaria de molienda y prensado, reemplazada en los tiempos modernos por la maquinaria de vapor y más tarde por otras fuentes de energía. Los trujales accionados por bueyes o caballos, como el tradicional ghani en Bangladés, han sido reemplazados cada vez más por trujales de acero accionados por motor.
En algunas áreas, los molinos de agua pueden ser molinos de agua "dobles", con maquinaria para moler trigo en un lado del curso de agua y maquinaria para extraer óleos en el otro lado.
Los antiguos trujales eólicos podían procesar entre 100 y 200 toneladas de materias primas al año.

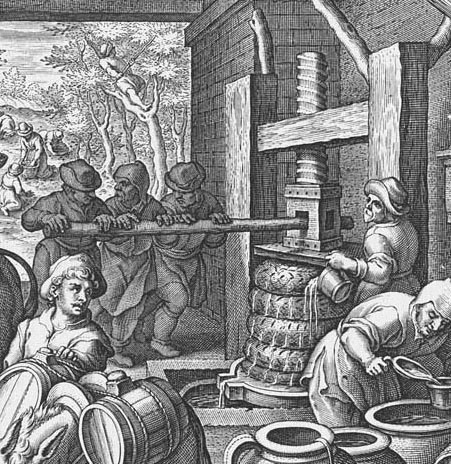
Representación de un trujal genovés: dibujo del de Giovanni Stradano.

En la época romana, la difusión de los trujales (a palanca) para la extracción de óleo se remonta al siglo II a. C. en las regiones de la Italia del emperador Octavio Augusto y en las provincias italianas entre la República y el Imperio. Su instalación requería un espacio adecuado, caracterizado por una maquinaria voluminosa y una palanca que podía medir unos 10 metros.
Se atestiguan dos tipos principales de estos artilugios o mecanismos:
- el trujal de palanca, subdividido en dos subtipos;
  - el trujal cabrestante o "plataforma", también conocida como "modelo" catoniano" (Marco Porcio Catón, Agr., 18).[4]
  - el trujal de tornillo "arado circular", conocido como el "primer modelo pliniano" (Plin., Hist. Nat., XVIII).[4]
- el trujal de tornillo directo, conocido como el "segundo modelo pliniano" (Plin., Hist. Nat., XVIII).[4]

En los siglos posteriores, estos tipos de trujales se utilizarían en toda la cuenca mediterránea y serían progresivamente sustituidos por el trujal de tornillo de madera o hierro, mucho más funcional y menos voluminoso.

## Estructura del trujal

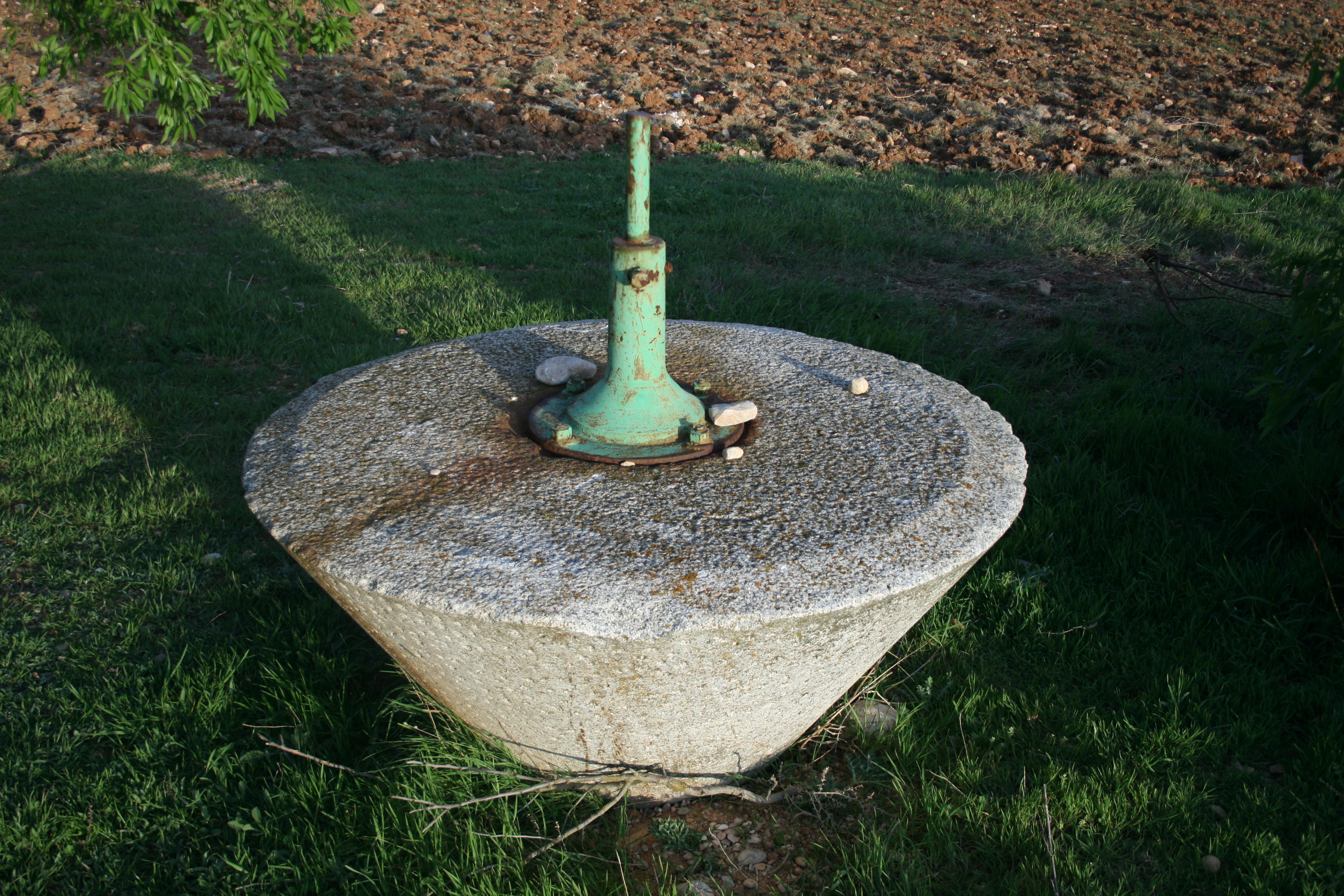
Muela de piedra de un trujal.

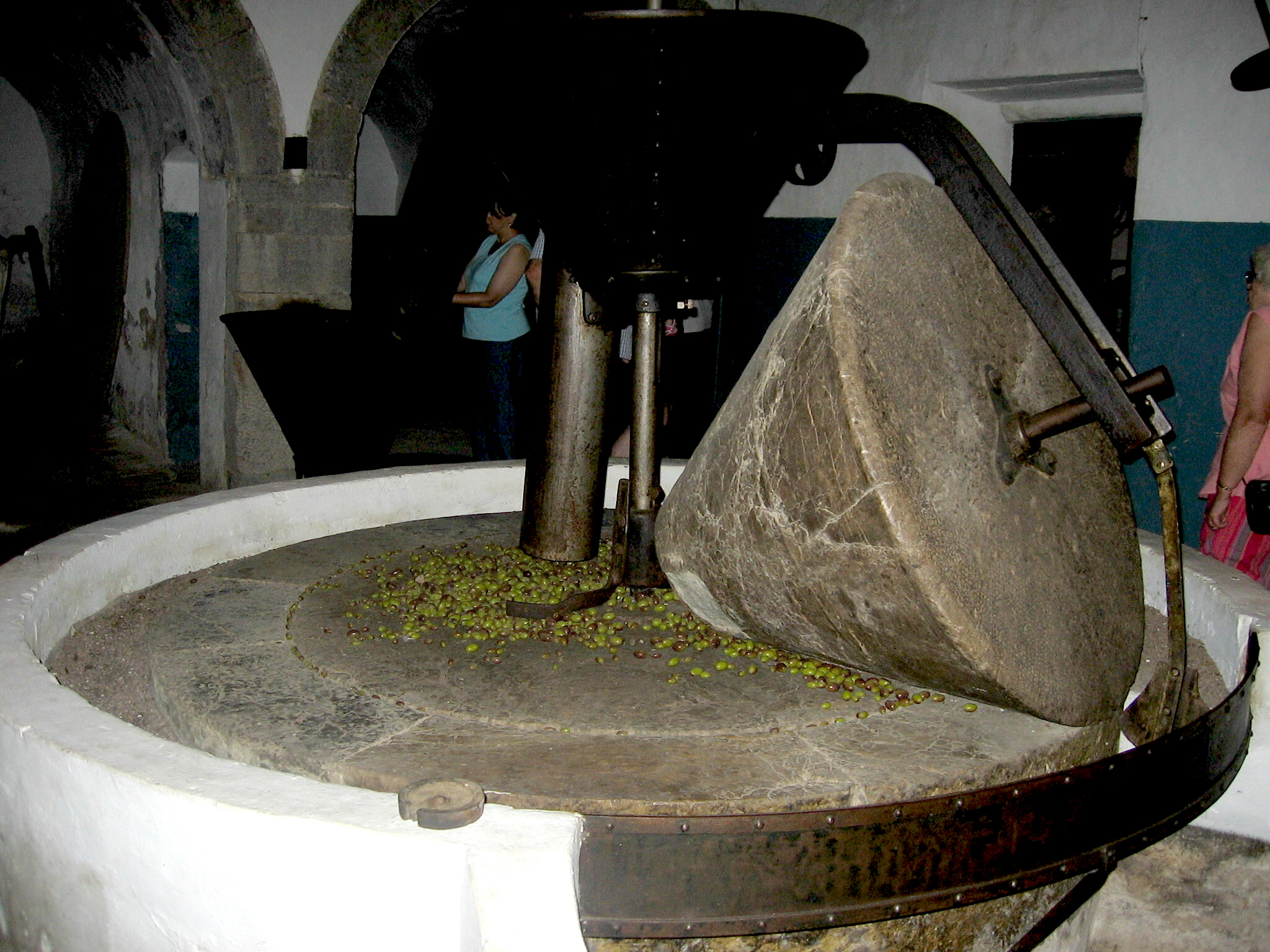
Muela montada en el trujal.

Los trujales modernos se componen, habitualmente, de tres espacios de trabajo diferenciados según la fase de producción, que son: 
- Patio de recepción o zona donde la oliva se recibe, limpia (limpiadora), lava (lavadora), pesa (pesadora) y almacena, a la espera de su molturación, en las llamadas tolvas pulmón. Los patios de recepción normalmente son abiertos y únicamente se dispone una cubierta para proteger la oliva de la lluvia.

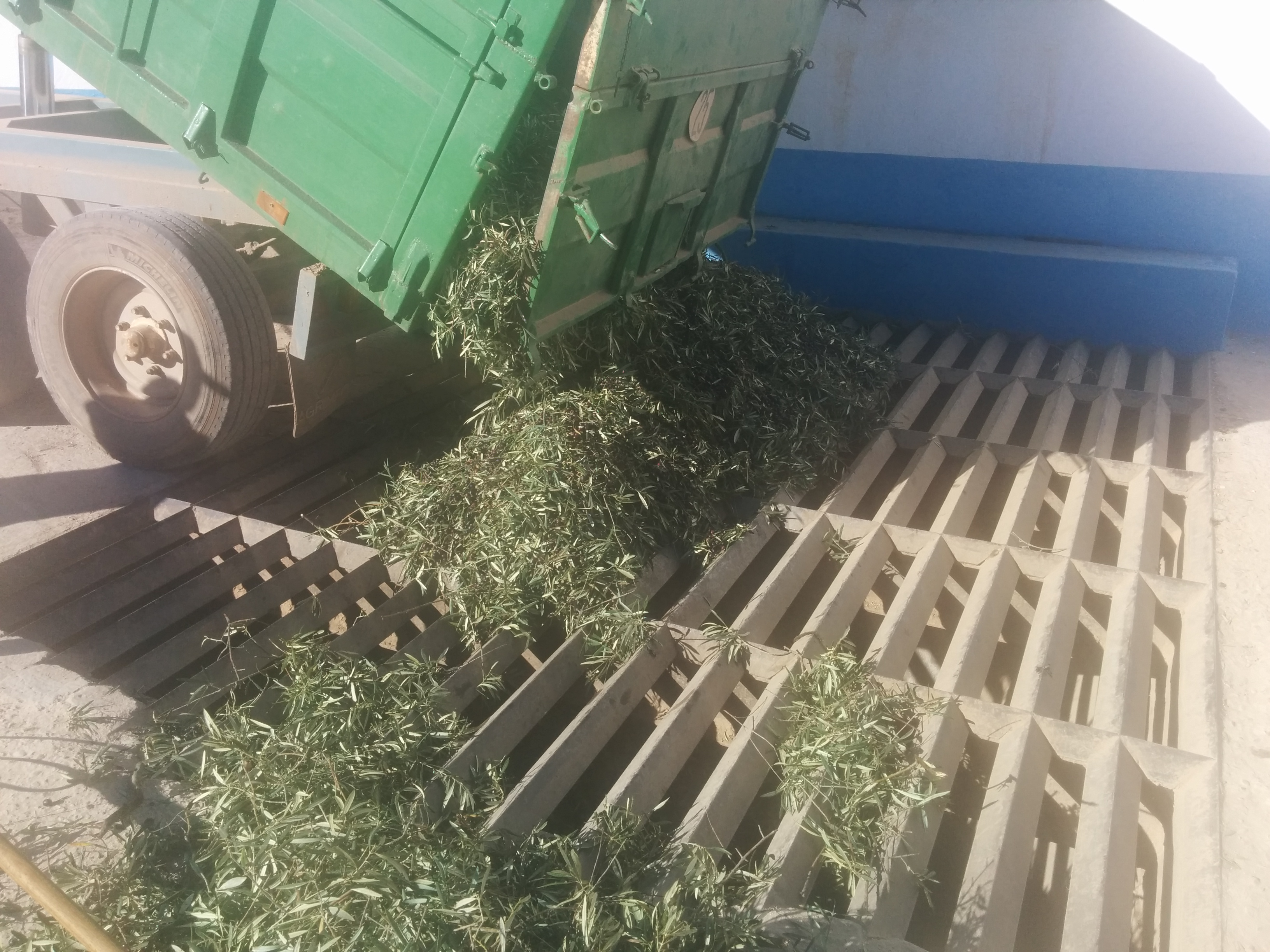
Descarga de olivas
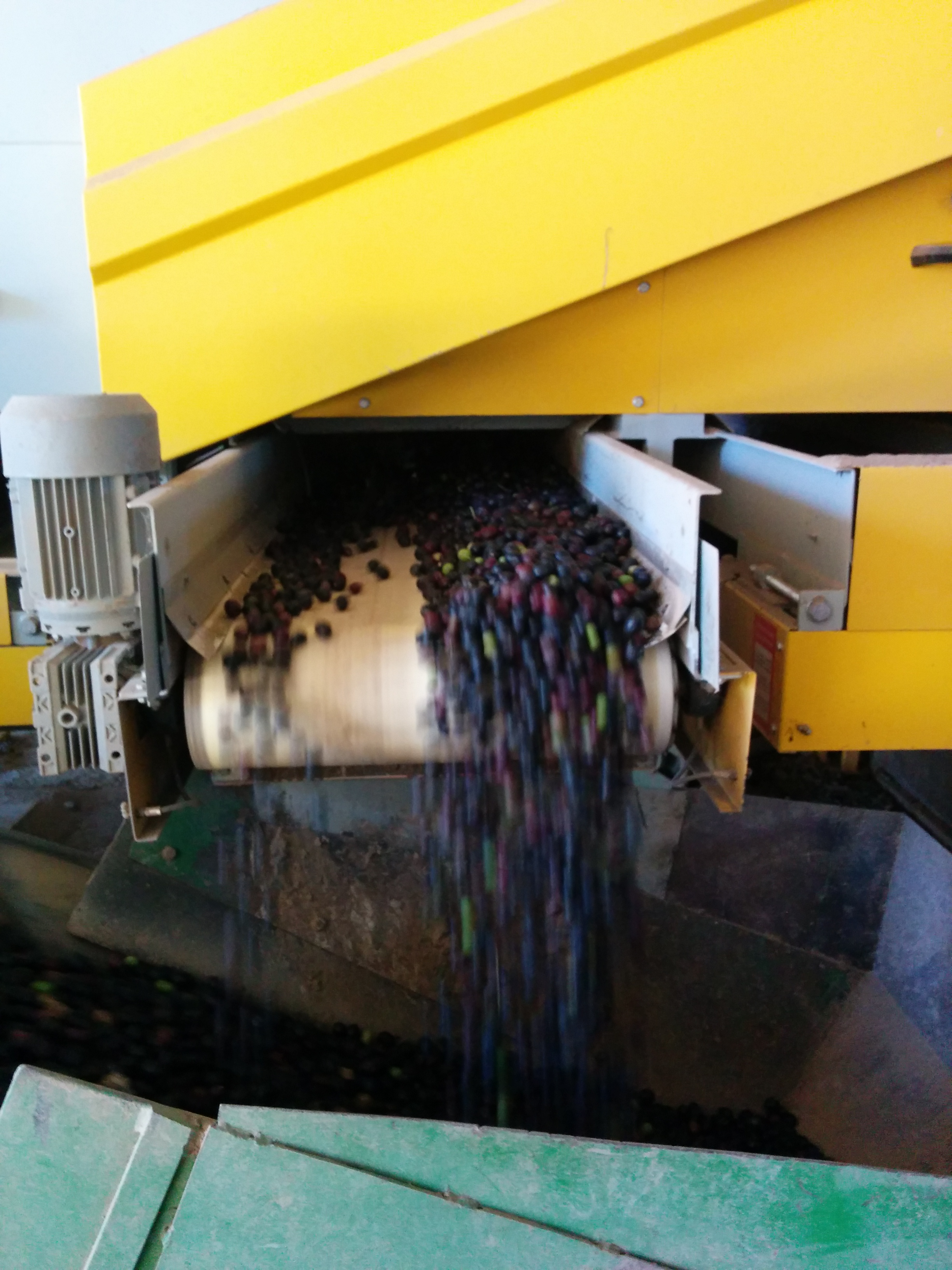
Selección de olivas
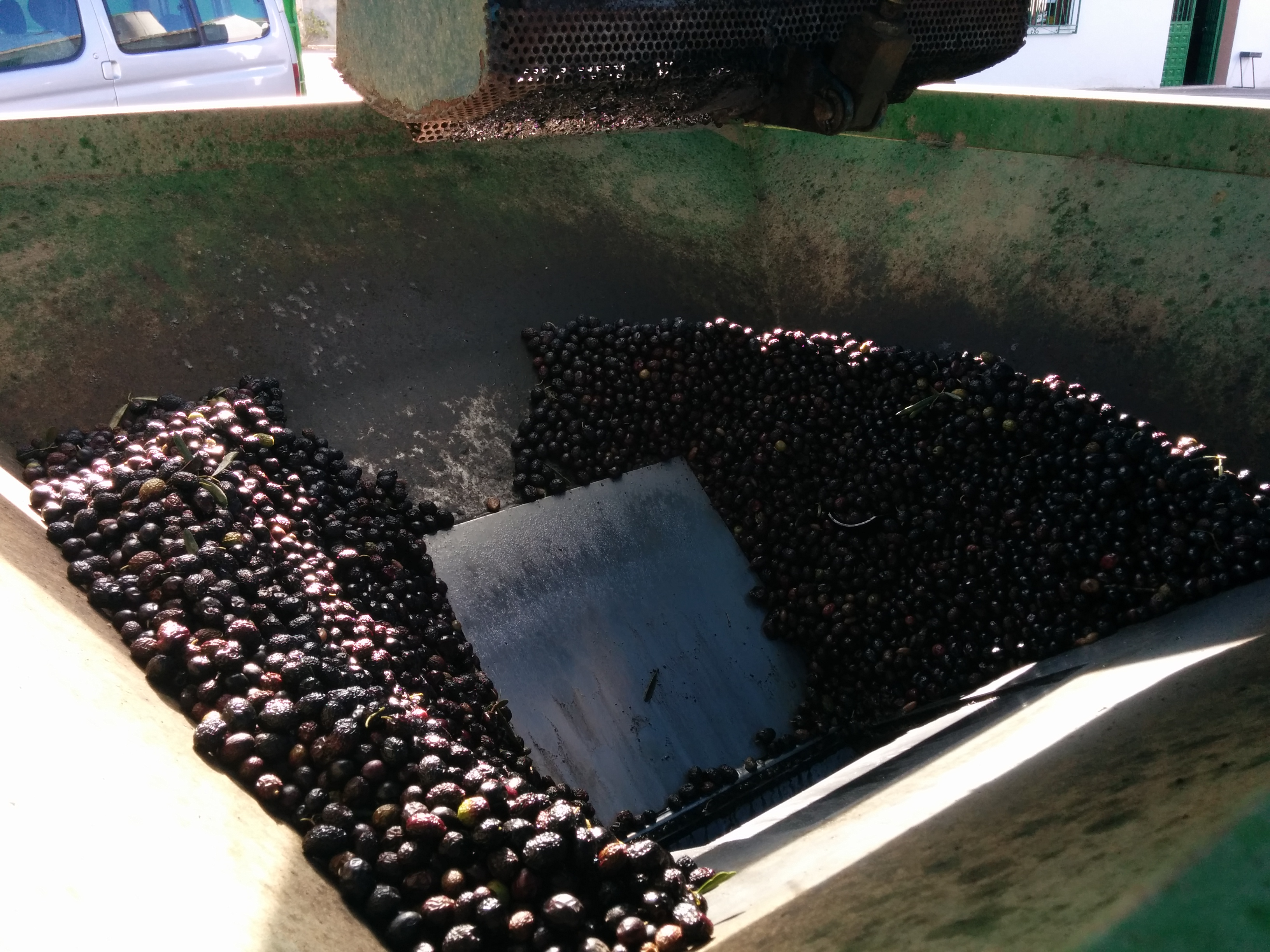
Olivas listas para el prensado

- Nave de elaboración, constituida por un espacio cerrado donde la oliva se muele (molino de martillos) y la masa resultante se bate (termobatidora), centrífuga (centrifugadora horizontal o decanter) y finalmente se limpia de aguas (centrífuga vertical). Posteriormente el aceite se decanta en decantadores de acero inoxidable.

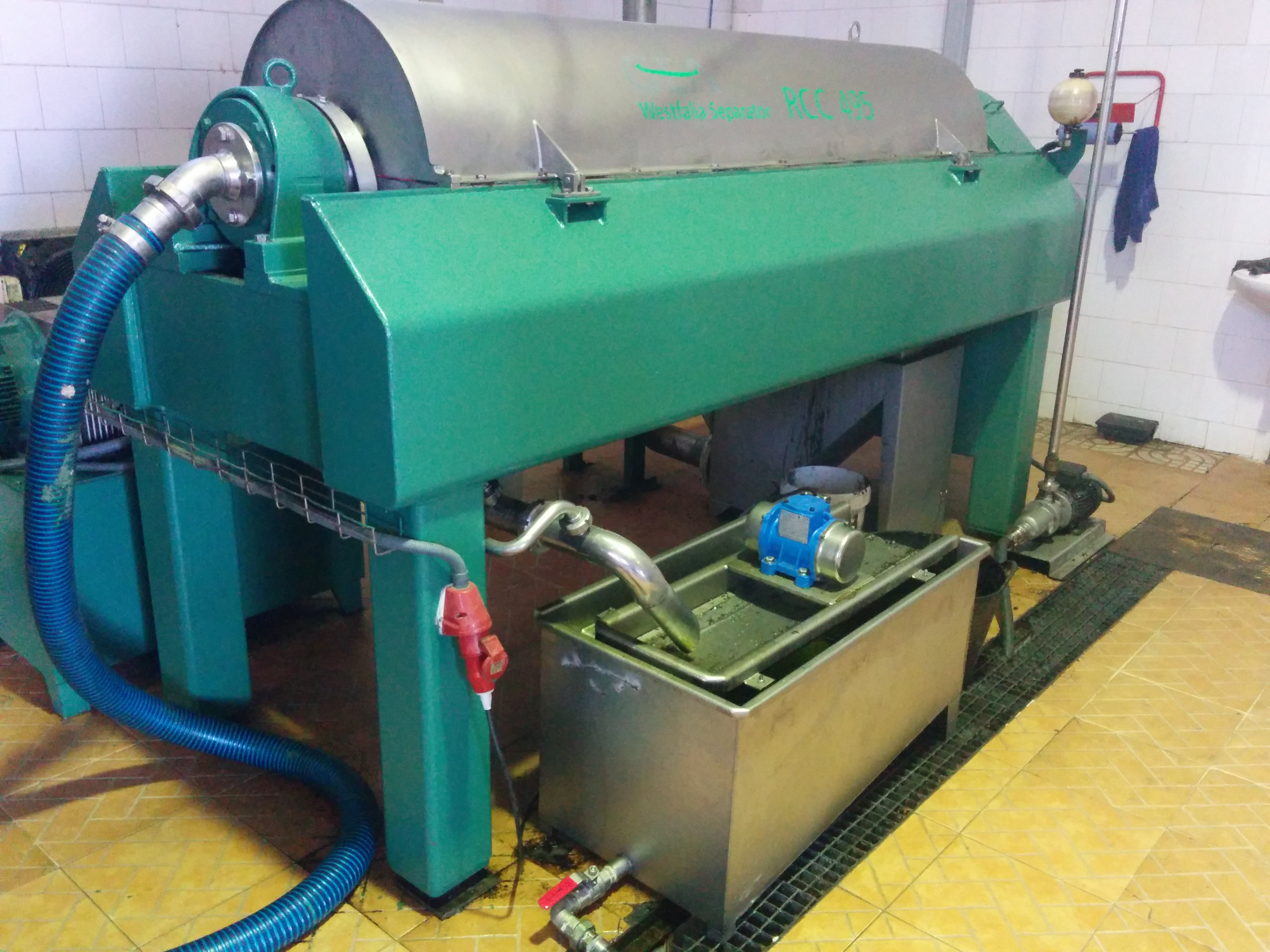
Trujal moderno
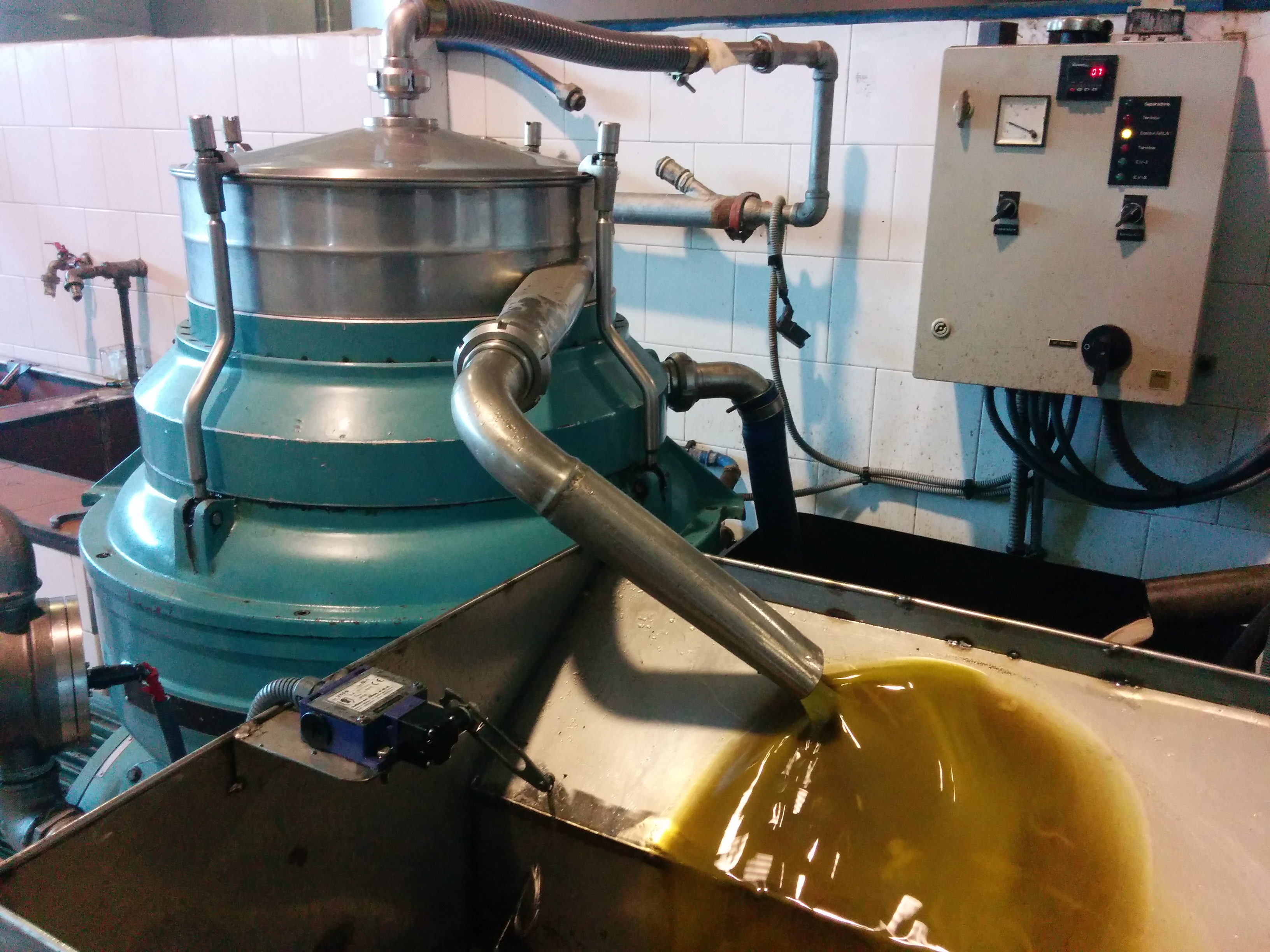
Extracción aceite oliva
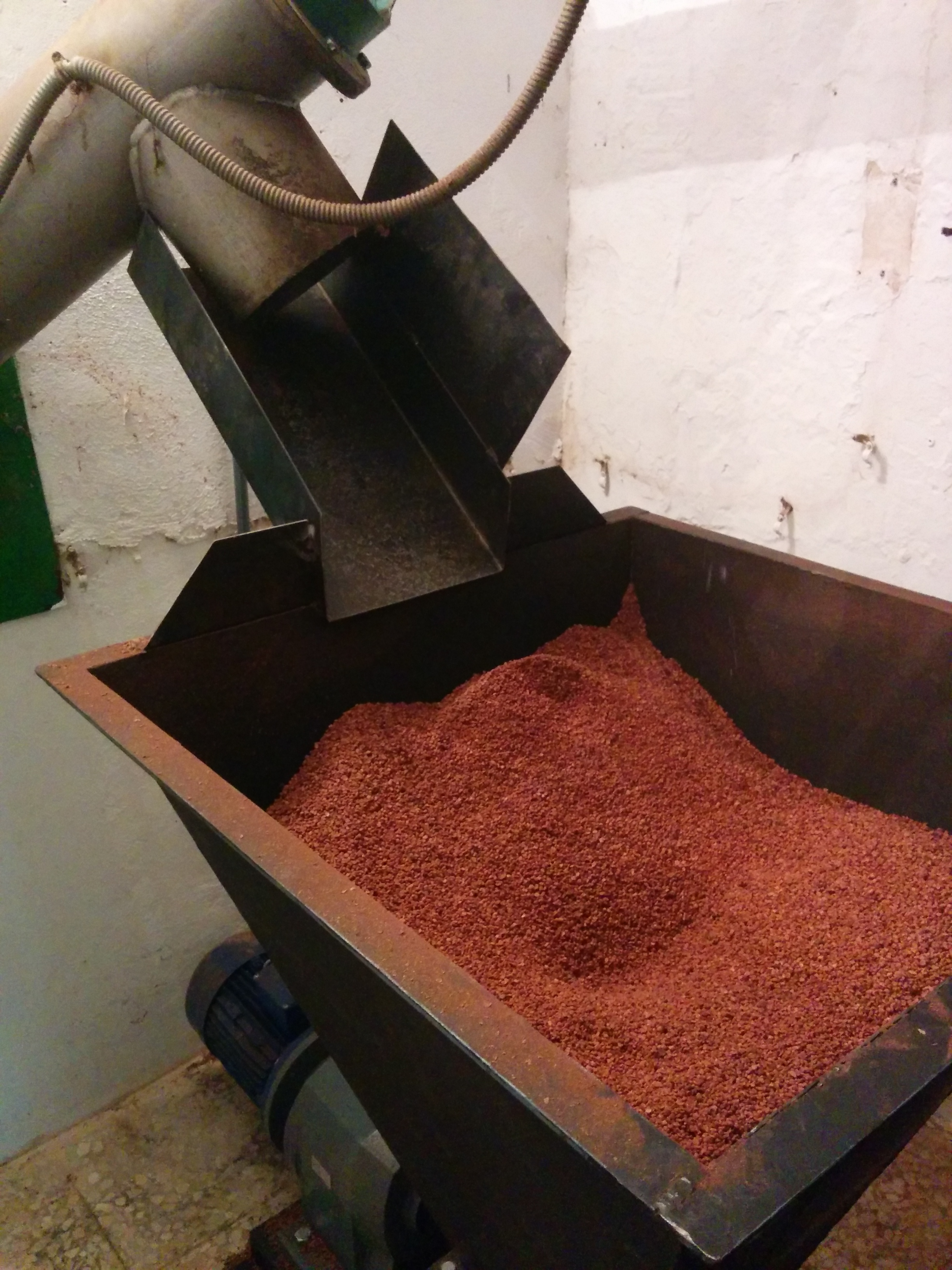
Extracción de los huesos de las olivas

- Bodega, espacio cerrado donde se almacena el aceite en depósitos. Los depósitos, para la buena calidad del aceite, deben ser de acero inoxidable, fácilmente limpiables y con fondo inclinado o cónico para su sangrado o limpieza de fondos.

Además de lo expuesto, los trujales tienen instalaciones propias para la eliminación o almacenamiento de subproductos o residuos como tolvas de alperujo, balsas de amurca o alternativamente depuradoras. También se dispone una sala de caldera para producir calor y que normalmente se alimentan de orujillo o hueso de aceituna.

## Funcionamiento
La oliva se recibe en el patio del trujal, donde se deposita en una tolva (antiguamente, en las trojes). De esta tolva, pasa a la línea de limpieza, donde se elimina la suciedad (hojas, tierra). De esta línea, una vez pesada, pasa al interior de la fábrica a la línea de molturación (trituración). En este proceso, la aceituna se moltura (molturadoras), se bate (batidoras) y se separa (centrifugadoras) el aceite del alperujo por densidad (sistema de dos fases). 
El alperujo, que todavía contiene aceite, puede ser repasado mediante una segunda centrifugación antes de enviarlo a la orujera, donde se extrae el resto de aceite mediante procesos químicos (se produce aceite de orujo).
En algunos trujales, antes de la molturación, se separa la semilla de la oliva.
Actualmente la mayoría de los trujales utilizan el «sistema continuo» para molturar la aceituna. Este puede ser de dos o tres fases, dependiendo de los productos obtenidos: aceite y alperujo (dos fases, el más usado actualmente) o aceite, orujo y amurca (tres fases).